# Cholila
Cholila est une localité rurale argentine située dans le département de Cushamen, dans la province de Chubut.

## Religion
| Prélature territoriale | Esquel                |
| ---------------------- | --------------------- |
| Paroisse               | Inmaculada Concepción |